# Marielle Thompsonová
Marielle Thompsonová (* 15. června 1992, North Vancouver) je kanadská akrobatická lyžařka.
Na olympijských hrách v Soči roku 2014 vyhrála závod ve skikrosu. Je mistryní světa z roku 2019, na světovém šampionátu získala i stříbro, a to v roce 2013. Stříbro má též z X games (2016). Velkých úspěchů dosáhla ve světovém poháru: Je držitelkou tří malých křišťálových glóbů za celkové skikrosařské vítězství (2012, 2014, 2017), jednou byla druhá (2016), třikrát třetí (2019, 2020, 2021). V souboji o velký křišťálový glóbus, tedy o celkové vítězství ve světovém poháru akrobatického lyžování, skončila jednou druhá (2017) a jednou třetí (2012). Vyhrála v seriálu světového poháru 25 závodů, 49krát stála na pódiu. Její sestra Broderick Thompsonová je alpskou lyžařkou.